# Min legeplads
|  | Denne artikel er oprettet af botten PalnaBot ud fra en ekstern database. Den kan derfor have sproglige fejl eller mangler. Denne skabelon kan fjernes efter kontrol af indholdet. |

Min legeplads er en dokumentarfilm instrueret af Kaspar Astrup Schröder efter manuskript af Kaspar Astrup Schröder.

## Handling
Kaspar Astrup Schröder har i halvandet år fulgt Danmarks førende udøvere af parkour, denne særlige frie sportsform, hvor man anskuer byens huse, offentlige møbler og tekniske installationer som en udfordrende forhindringsbane, der er skabt til at blive forceret.